# Хотовље (Калиновик)
Хотовље је мјесто у општини Калиновик, Република Српска, БиХ. Према прелиминарним резултатима пописа становништва из 2013. године, у селу Хотовље није било становника.

## Географија
Хотовље је подијељено ентитетском линијом тако да је 0,11 km² припало Општини Калиновик у Републици Српској, док је 3,8 km² припало Граду Коњицу у Херцеговачко-неретванском кантону, Федерација Босне и Херцеговине.

## Историја
Разграничењем у Дејтону Хотовље је дијелом припало Коњицу.

## Становништво
Према попису становништва из 1991. године, мјесто је имало 20 становника.
| Националност | 1991. |
| Бошњаци      | 20    |
| Укупно       |       |

| Демографија | Демографија | Демографија |
| Година      | Становника  | Становника  |
| ----------- | ----------- | ----------- |
| 1971.       | 66          |             |
| 1981.       | 53          |             |
| 1991.       | 20          |             |
| 2013.       | 0           |             |